# 杜特·查德

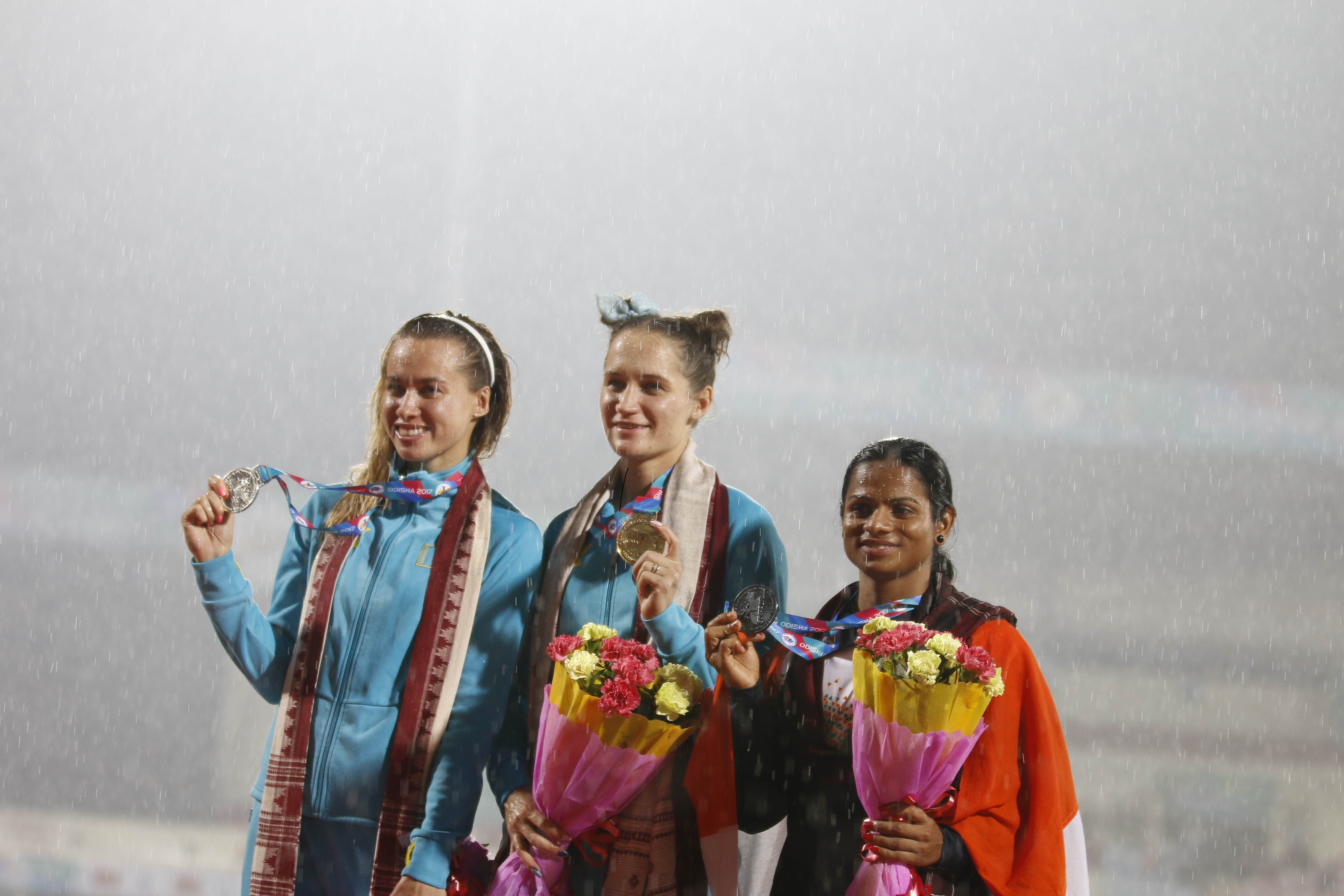
2017年亞洲田徑錦標賽100公尺頒獎

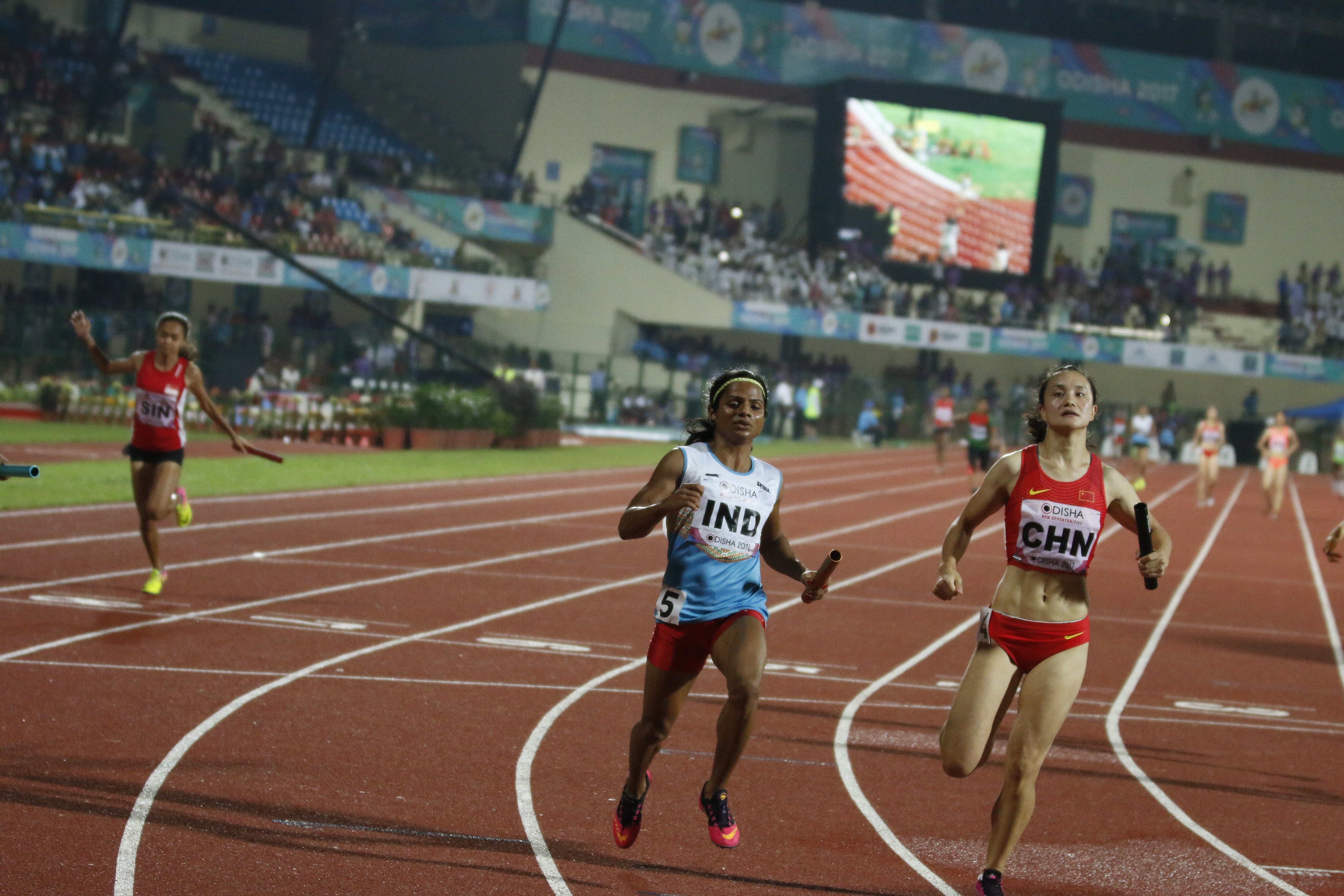
2017年亞洲田徑錦標賽4×100公尺接力

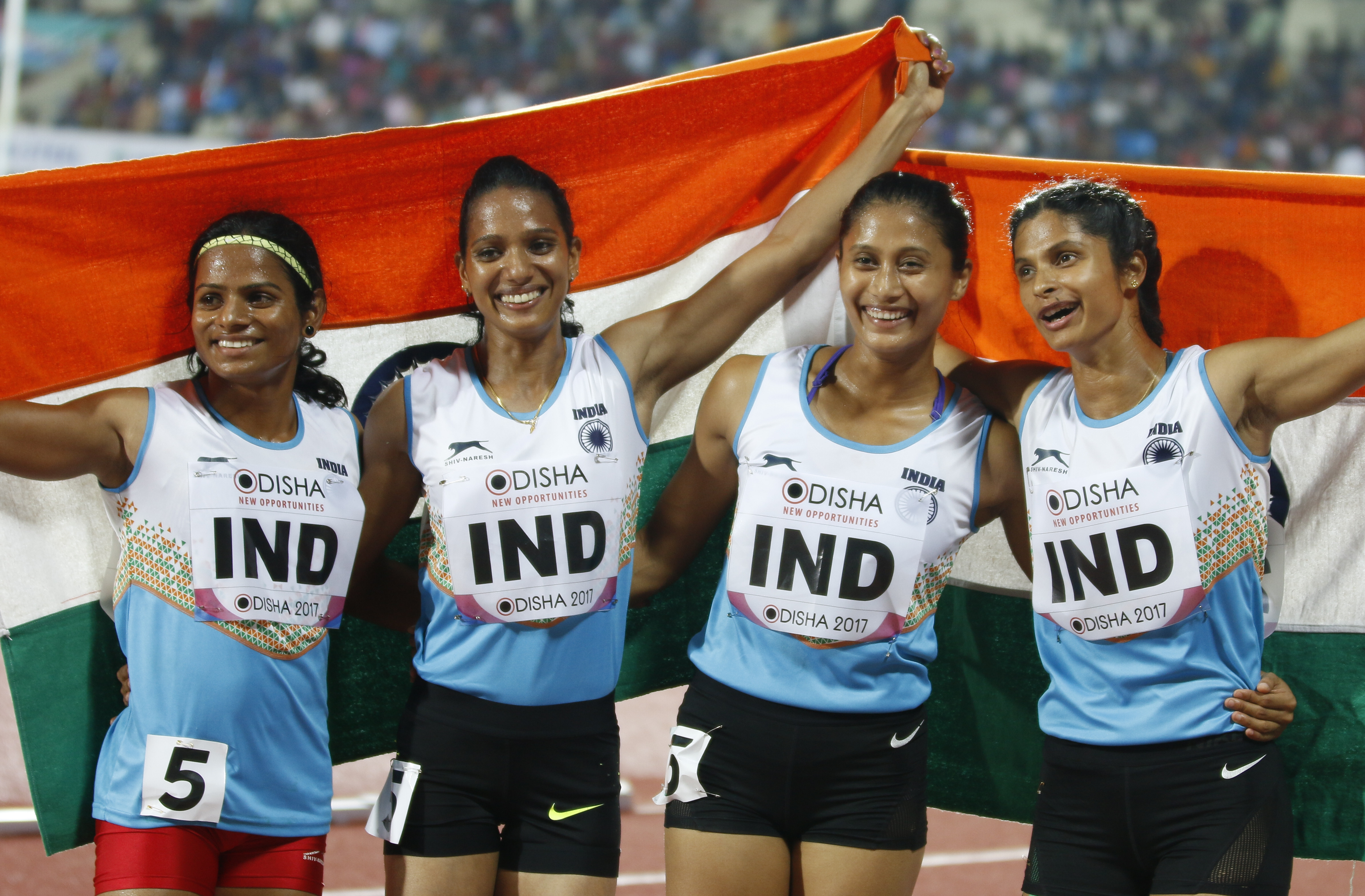
2017年亞洲田徑錦標賽4×100公尺接力決賽後

杜特·查德（Dutee Chand，1996年2月3日—）是印度女子田徑運動員，曾代表印度參加2016年夏季奧林匹克運動會、2017年和2019年夏季世界大學生運動會、2018年亞洲運動會。2018年亞洲運動會，杜特·查德奪得100公尺及200公尺銀牌。

## 外部連結
- 杜特·查德在国际奥林匹克委员会的资料
- 杜特·查德在的頁面
- 杜特·查德的Instagram帳戶